# 三菱地所丸紅住宅サービス
三菱地所丸紅住宅サービス株式会社（みつびしじしょまるべにじゅうたくサービス、英: Mitsubishi Jisho Marubeni Residence Services Co.,Ltd.）は、かつて存在した三菱地所及び丸紅グループのマンション管理会社。東京都港区に本社を置いていた。2014年3月末現在の管理戸数は12万2,978戸。2016年4月1日に三菱地所コミュニティ株式会社へ吸収合併され、解散した。

## 沿革
- 1972年（昭和47年） - 会社設立
- 1990年（平成2年） - ベニーエステートサービス株式会社に社名変更
- 1994年（平成6年） - 北海道ベニーエステート株式会社設立
- 1998年（平成10年） - 上海実紅物業管理有限公司設立（中華人民共和国）
- 2001年（平成13年） - マンション会計業務についてISO9001:2000認証取得
- 2007年（平成19年） - 丸紅コミュニティ株式会社に社名変更
- 2010年（平成22年） - ベスサニーサービス株式会社及びコベスコミュニティ株式会社を吸収合併
- 2014年（平成26年）6月 - プロパティマネジメント事業を丸紅不動産株式会社（現・丸紅リアルエステートマネジメント株式会社）へ会社分割により承継
- 2014年（平成26年）7月 - 三菱地所グループの三菱地所コミュニティ株式会社と共同株式移転を行い、持株会社三菱地所コミュニティホールディングス株式会社を設立。その完全子会社となる。同時に三菱地所丸紅住宅サービス株式会社へ社名変更[1][2]
- 2016年（平成28年）4月 - 三菱地所コミュニティ株式会社に吸収合併され解散[3]。